# Damir Kurtagić
Damir Kurtagić (* 17. Mai 1974 in Derventa) ist ein ehemaliger bosnisch-kroatischer Basketballspieler. Der 2,04 Meter große Flügelspieler bestritt für BCJ Hamburg 33 Partien in der Basketball-Bundesliga.

## Laufbahn
Kurtagić stammt aus der Stadt Derventa, 1997 wechselte er zu Bosna Sarajewo und spielte für den Klub unter anderem im europäischen Vereinswettbewerb Saporta Cup. Im Sommer 2000 wurde er vom deutschen Bundesligisten BCJ Hamburg geholt, für den er in der Spielzeit 2000/01 33 Einsätze verbuchte und Mittelwerte von 7,8 Punkten sowie 4,7 Rebounds erreichte. Er hatte bereits ab 1995 eine Zeit lang in Hamburg gelebt, nachdem er seine Heimat aufgrund des Bürgerkriegs verlassen hatte. Die Saison endete mit dem Abstieg. Auch 2001/02, mittlerweile in der 2. Basketball-Bundesliga, trug Kurtagić das BCJ-Hemd und war Mannschaftskapitän. Hamburg wurde 2002 zwar Meister der 2. Bundesliga Nord, zog sich nach der Lizenzverweigerung anschließend aber in die Regionalliga zurück.
Kurtagić wechselte zur Saison 2002/03 zum Hamburger Vorstadtverein SC Rist Wedel in die Regionalliga und spielte bis 2006 für Wedel. Anschließend war er noch für den Bramfelder SV in der 2. und 1. Regionalliga sowie in der Hamburger Oberliga für den Altrahlstedter MTV aktiv und hernach Mitglied von Blau-Weiß Ellas (2. Regionalliga).